# Pies Descalzos
Pies Descalzos je treći studijski album kolumbijske kantautorice Shakire. Album je objavila 17. veljače 1996. diskografska kuća Sony Music Entertainment. To joj je prvu uspješni album, prodan je u 5 milijuna diljem svijeta. S albuma su objavljeni singlovi "Estoy Aquí" i "¿Dónde Estás Corazón?".

## O albumu
Shakira je bila pod velikim pristiskom kad je počela raditi na albumu. U slučaju da ne snimi uspješan album s dobrom prodajom, izgubila je diskografski ugovor. Snimanje albuma počelo je u veljače 1995. godine nakon objavljivanja uspješnog singla "¿Dónde Estás Corazón". Sony joj je dao 100 000 dolara za produkcija albuma, jer su mislili kako se album svejedno neće dobro prodavati.

## Popis pjesama
Sve pjesme napisali su Shakira i Luis Fernando Ochoa.
| Br. | Skladba                          | Trajanje |
| --- | -------------------------------- | -------- |
| 1.  | »Estoy Aquí«                     | 3:52     |
| 2.  | »Antología«                      | 4:14     |
| 3.  | »Un Poco de Amor«                | 4:01     |
| 4.  | »Quiero«                         | 4:10     |
| 5.  | »Te Necesito«                    | 4:00     |
| 6.  | »Vuelve«                         | 3:53     |
| 7.  | »Te Espero Sentada«              | 3:24     |
| 8.  | »Pies Descalzos, Sueños Blancos« | 3:25     |
| 9.  | »Pienso En Ti«                   | 2:25     |
| 10. | »¿Dónde Estás Corazón?«          | 3:51     |
| 11. | »Se Quiere, Se Mata«             | 3:38     |

## Ljestvice
| Ljestvice (1996.)                    | Najviša pozicija |
| ------------------------------------ | ---------------- |
| Njemačka                             | 71               |
| SAD Billboard Hot Heatseekers Albums | 34               |
| SAD Billboard Latin Albums           | 5                |
| SAD Billboard Latin Pop Albums       | 3                |

### Certifikacije
| Država    | Certifikacija |
| --------- | ------------- |
| Argentina | 2x platinasta |